# Explosion du dépôt de munitions de Mitholz
L'explosion du dépôt de munitions de Mitholz est une catastrophe touchant le village de Mitholz dans l'Oberland bernois dans la nuit du 19 décembre 1947. Trois explosions majeures touchent trois des six galeries du dépôt de munitions souterrain (construit dans une falaise), entraînant l'éboulement de la falaise et la destruction du dépôt ainsi que d'une partie du village.
Des expertises menées à la fin des années 2010 montrent qu'environ 3 500 des 7 000 tonnes de munitions ont explosé lors de la catastrophe. Le reste des engins a été enseveli sous les gravats de l'éboulement.
Neuf personnes sont tuées lors de la catastrophe et une vingtaine d'autres blessées.
Les explosions survenues à Mitholz et au fort de Dailly poussent les autorités suisses à immerger dans certains lacs les stocks de munitions obsolètes.
La catastrophe est appelée « Chnütsch »[Quoi ?] par les habitants de Mitholz.
L'explosion du dépôt de Mitholz est considérée comme l'une des plus fortes explosions d'origine humaine et non nucléaire de l'Histoire.

## Contexte

### Le village de Mitholz et le dépôt de munitions
Durant la Seconde guerre mondiale, les autorités militaires suisses créent un dépôt de munitions dans la falaise de la Flue au niveau du village de Mitholz (commune de Kandergrund),.
Le dépôt de munitions de Mitholz, principalement souterrain, est constitué de six galeries de stockage. Les munitions qui y sont stockées sont de nature diverse : des grenades, des bombes et des cartouches.
En 1947, environ 7 000 tonnes de munitions sont entreposées dans le dépôt,.
Cette même année, le village de Mitholz compte environ 200 habitants.

### Gestion des munitions par l'armée suisse
La nuit du 28 mai 1946, des magasins de munitions du fort de Dailly explosent. 10 personnes sont tuées et plusieurs parties et équipements du fort détruites ou endommagés. L'enquête conclut qu'une décomposition lente du nitrocellulose contenu dans les munitions a provoqué une combustion spontanée et entraîné les explosions,.
L'accident de Dailly met en avant la problématique de la gestion des importants stocks de munitions constitués par l'armée suisse durant la seconde guerre mondiale. Les mois suivants l'explosion de Dailly, l'armée décide d'adopter de nouvelles mesures de sécurité pour la gestion des stocks de munitions. La mesure principale consiste à séparer les détonateurs de leurs munitions, ces deux éléments étant livrés à l'armée déjà vissés ensemble. Des opérations et travaux de sécurisation sont lancés à Mitholz,.

## Catastrophe

### Déroulement
Dans la nuit du 19 décembre 1947, trois explosions majeures se produisent dans le dépôt de munitions. La première explosion, la plus faible, a lieu à environ 23 h 30. Selon les habitants, la première explosion a réveillé de nombreuses personnes et leur a permis de se mettre plus en sécurité loin du dépôt avant les explosions suivantes et l'effondrement de la falaise.
Après la première explosion, la seconde se produit aux alentours de 23 h 35 et la troisième aux environs de 23 h 50. Les explosions sont entendues ou ressenties jusqu'à Zurich,,.
Les explosions dans le dépôt éjectent des munitions et des rochers à l'extérieur du dépôt,. Ces gravats et munitions touchent les habitations a proximité,.
Les explosions et les débris incandescents provoquent des flammes de plusieurs dizaines de mètres de haut et des incendies,.
Pendant la catastrophe, les habitants de Mitholz tentent de se mettre à l'abri des explosions et des incendies. Ils doivent fuir dans la neige, parfois sans vêtements chauds ou chaussures adaptées.
Les jours suivants, d'autres explosions se produisent dans la zone, du fait des nombreuses munitions non explosées projetées hors des galeries de stockage,,.

### Gestion de la catastrophe
Les heures et jours suivant l'explosion, des équipes de recherche se forment pour tenter de retrouver des survivants.
Plusieurs cadres militaires, dont le général Henri Guisan, se rendent à Mitholz pour soutenir les habitants.
De par les conditions hivernales (neige en quantité) et la quantité de munitions non-explosées disséminées dans la vallée, les opérations de nettoyage les semaines après l'explosion sont difficiles.
Les mois suivants, l'armée suisse procède à l'évacuation des munitions non-explosées accessibles.

## Bilan

### Humain
Neuf personnes meurent lors de l'explosion du dépôt,.

### Matériel
Les dégâts matériels sur les habitations et les infrastructures du village sont importants. La gare est détruite et plusieurs axes routiers et ferroviaires fortement endommagés et inutilisables. D'autres infrastructures civiles, comme l'école, sont inutilisables,.
Les dégâts matériels sont estimés à plusieurs centaines de millions de dollars.

### Environnemental
Sur le plan environnemental, un pan de la falaise de la Flue s'effondre. Par ailleurs, l'ensevelissement des plusieurs milliers de tonnes de munitions et d'explosifs dans les décombres de la falaise engendre un risque d'une nouvelle explosion majeure et une pollution des sols et des eaux à long terme,.

## Enquête et cause de la catastrophe
Dès les jours qui suivent la catastrophe, la presse suisse rappelle l'explosion du fort de Dailly en 1946 et pointe les similitudes entre les deux évènements,.
Une enquête est ouverte sur l'origine des explosions à Mitholz. Rapidement, les hypothèses d'une négligence ou d'un acte délibéré (attentat, sabotage) sont écartées.
Les causes exactes de la catastrophe n'ont pu être déterminées par l'enquête,.
Des investigations ont montré qu'un composé chimique instable, de l'azoture de cuivre, s'était formé sur des détonateurs de grenade. De par sa sensibilité aux chocs, l'azoture de cuivre a pu provoquer une première explosion et déclencher une réaction en chaîne. 
Au final et selon les éléments collectés, la thèse la plus crédible attribue l'explosion du dépôt à une réaction chimique spontanée de certaines munitions ayant entraîné les explosions. Selon ce scénario, il est possible que les nouvelles mesures de sécurité pour le stockage des munitions n'étaient pas entièrement mise en œuvre : des détonateurs encore fixés à leur munition peuvent avoir déclenchés les réactions,.

## Conséquences

### Gestion des stocks de munitions
L'explosion du dépôt de Mitholz ainsi que celle survenue un an et demi plus tôt au fort de Dailly mettent en avant les difficultés de gestion des stocks de munitions qui avaient été préparées par l'armée suisse durant la seconde guerre mondiale et qui ne peuvent être vendues à des pays étrangers sans compromettre la politique de neutralité en pleine guerre froide. Il est alors décidé que des stocks de munitions seront immergés dans plusieurs lacs du pays, notamment ceux de Thoune et Brienz,.

### Sécurisation et réutilisation du site militaire
Les installations militaires de Mitholz ne sont pas abandonnées après la catastrophe. Des travaux de sécurisation du site sont entrepris. Les galeries, notamment le tunnel ferroviaire, sont murées.
L'armée cesse d'entreposer des munitions à Mitholz mais reconvertie le site en caserne.

## Culture populaire
Les habitants de Mitholz désigne l'explosion du dépôt sous le nom « Chnütsch »[Quoi ?].
La culture populaire locale relate la catastrophe dans des poèmes par exemple. Des inscriptions, généralement à caractère religieux, rappelant l'explosion du 19 décembre 1947 sont également écrites sur certaines maisons du village.

## Couverture médiatique
La catastrophe de Mitholz a reçu une couverture médiatique internationale,.
La catastrophe de Mitholz est considérée comme l'une des explosions d'origine humaine et non nucléaire les plus puissantes de l'Histoire, si ce n'est la plus improtante, ,.